# Église paroissiale Saint-Antoine-de-Padoue (Bosnyák tér)
Pour les articles homonymes, voir Église Saint-Antoine-de-Padoue.
L'église paroissiale Saint-Antoine-de-Padoue (Páduai Szent Antal-plébániatemplom) est une église catholique romaine de Budapest située sur Bosnyák tér.